# Rock n Roll (Avril Lavigne)
Rock n Roll è un brano musicale della cantautrice canadese Avril Lavigne, pubblicato come secondo singolo dal suo quinto album in studio, Avril Lavigne. Il brano è composto dalla stessa Lavigne in collaborazione con David Hodges, Peter Svensson e Chad Kroeger.

## Descrizione
Il singolo è composto dalla stessa Avril in collaborazione con David Hodges, Chad Kroeger e Peter Svensson J. Rock n Roll sia per gli strumenti che per il suo genere pop/rock è stato associato ad altri componimenti della cantante, tra cui Complicated, Sk8er Boi e Here's to Never Growing Up. Il brano riprende il sound dell'album di debutto della canadese.

## Video musicale
Il 25 luglio 2013 Avril Lavigne ha iniziato le riprese del video musicale che ha previsto anche la partecipazione dell'attrice Danica McKellar. Nel video Avril imita Tank Girl, personaggio dei fumetti degli anni ottanta. La cantante, tramite il suo canale Vevo, ha lanciato dei teaser che annunciano la data di lancio del video per il 20 agosto e la data di pubblicazione per il 27 agosto. Nei teaser sono anche presenti Billy Zane e Danica McKellar. Il videoclip inizia con Avril che fischietta la prima strofa del brano. Successivamente Avril riceve una chiamata e risponde dicendo i primi due versi della sua celebre canzone Sk8er Boi: "He was a boy, She was a girl". Dopo questo Avril in tenuta militare comincia a cantare il brano davanti ad un'auto. La scena si sposta in un bar dove le inquadrature di Avril si alternano con le pagine del fumetto di Tank Girl. Durante l'assolo di chitarra Avril prende in mano una chitarra che ottiene attraverso un chip; la scena dell'assolo è un evidente richiamo all'assolo di Slash nella canzone November Rain. Nella scena successiva invece compare uno Squalorso ed Avril con la sua "chitarra-motosega" lo uccide. Nella scena finale si vede Billy Zane che fa un cenno di approvazione verso Avril e lei che ricambia alzando la chitarra al cielo.

## Promozione
Avril nella notte del 18 luglio ha lanciato su twitter una sfida ai fan. Se l'hashtag #UnclockRockNRoll fosse stato tra tendenze mondiali Avril avrebbe fatto sentire in anteprima il singolo e infatti così è stato. La data di pubblicazione è stata rimandata: avrebbe dovuto essere il 30 luglio 2013, ma è stata spostata al 27 agosto 2013.

## Accoglienza
Rock n Roll ha ricevuto recensioni generalmente positive dai critici musicali. B30 Music ha lodato la canzone, definendola "abbastanza spettacolare". B30 ha però precisato che la canzone era un po' simile al suo precedente singolo Here's To Never Growing Up. Testi diretti ha dato un giudizio positivo dicendo che avrebbe dovuto essere scelto come primo singolo dell'album. Amy Sciarretto di PopCrush ha dato alla canzone 2 e mezzo su 5 stelle. Sciarretto definisce la canzone come "Avril standard", ma ha elogiato l'assolo di chitarra che ha fornito un "timbro più duro".

## Classifiche
| Classifica (2013) | Posizione massima |
| ----------------- | ----------------- |
| Australia         | 45                |
| Belgio (Fiandre)  | 17                |
| Belgio (Vallonia) | 29                |
| Canada            | 37                |
| Corea del Sud     | 1                 |
| Francia           | 128               |
| Giappone          | 1                 |
| Italia            | 46                |
| Repubblica Ceca   | 15                |
| Stati Uniti       | 91                |